# 秭
秭（音同「紫」，注音字母：ㄗˇ，漢語拼音：zǐ，也稱作𥝱（音同「書」，ㄕㄨˉ，shū），有些古籍中也写作梓）是一個數字單位，這兩個字平時很少使用，一般使用国际单位制词头。一秭是1024（一萬垓，即1,000,000,000,000,000,000,000,000）。古代也有用来表示109、1040或10128的情况。現代越南語中用該字（越南语：／）表示109。全国科学技术名词审定委员会曾提出过大数定名建议，将1024定名为“秭”，但無相關規範，亦已基本不用，「秭」這樣的大數常以科学记数法表示。

## 文獻記載

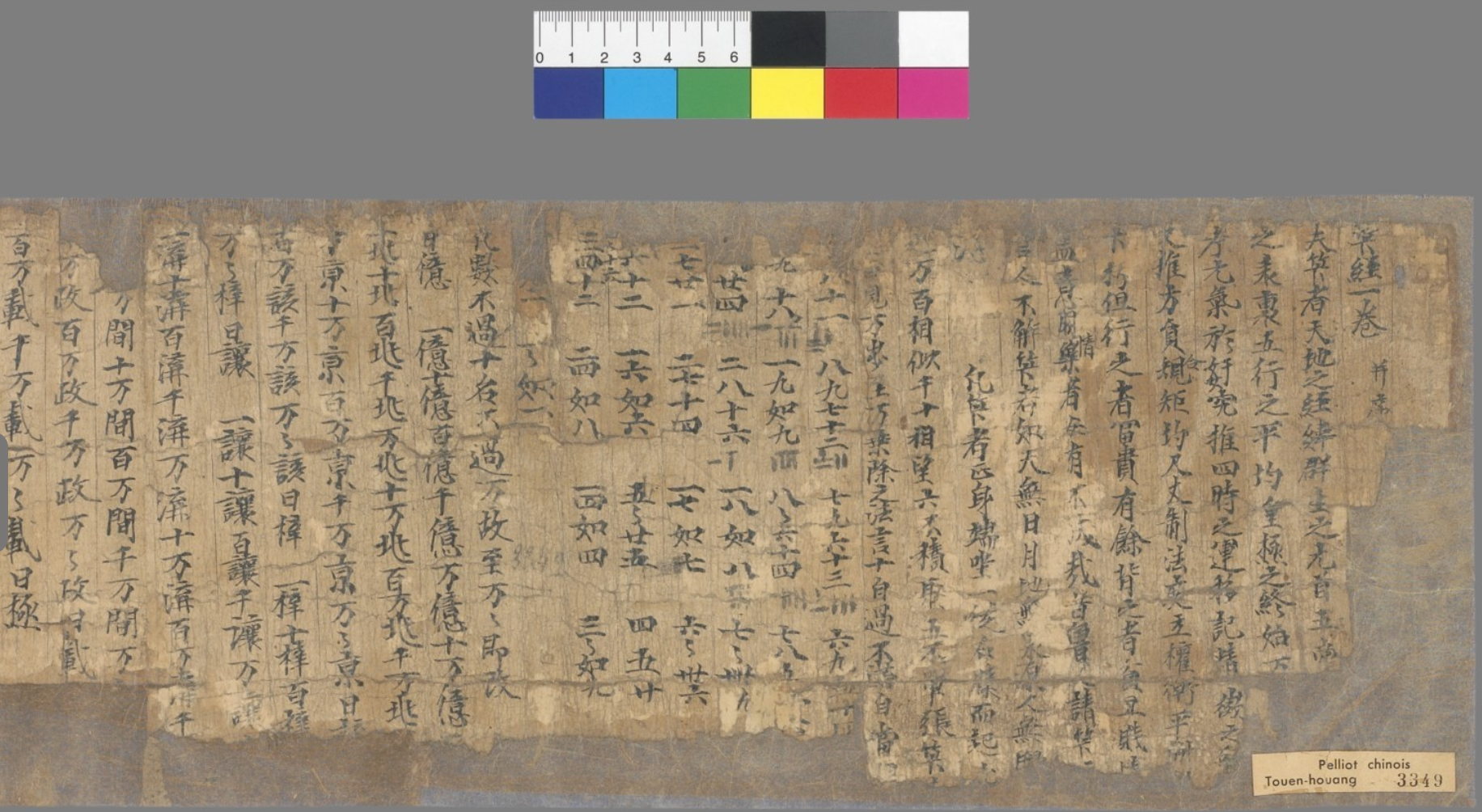
唐五代时期的敦煌算经残卷（P.3349），其中以万万该为一梓，即万万垓为一秭（“凡数不过十名不过万，故至万万即改”，“万万该曰梓”），即10^{40}

- 《說文》：「秭，五稯為秭，一曰數億至萬曰秭。」
- 《玉篇》：「秭，數億至萬也。」
- 《爾雅》：「秭，數也。郭璞注：今以十億為秭。」
- 《廣韻》：「秭，千億也。」
- 《風俗通》：「千生萬，萬生億，億生兆，兆生京，京生秭。」

唐五代时期的敦煌算经残卷（P.3349）则将这个单位写作“梓”，说“万万该（即垓）曰梓”、“万万梓曰让”。
秭的單位與上下數可參考下表。
| 數量級 | 十進・下數 | 萬進（現在） | 億進・中數 | 平方・上數 |
| ------ | ---------- | ------------ | ---------- | ---------- |
| 109    | 秭         | 十億         | 十億       | 十億       |
| 1016   | 恒河沙     | 一京         | 一兆       | 一兆       |
| 1024   | -          | 一秭         | 一京       | 一億兆     |
| 1032   | -          | 一溝         | 一垓       | 一京       |
| 1040   | -          | 一正         | 一秭       | 一億京     |
| 1064   | -          | 不可思議     | 一澗       | 一垓       |
| 10128  | -          | -            | 無量大數   | 一秭       |